# Suctobelba lobodentata
Suctobelba lobodentata är en kvalsterart som beskrevs av Mihelcic 1957. Suctobelba lobodentata ingår i släktet Suctobelba och familjen Suctobelbidae. Inga underarter finns listade i Catalogue of Life.